# Synploca
Synploca là một chi bướm đêm thuộc họ Cosmopterigidae.